# O Heiland, reiß die Himmel auf

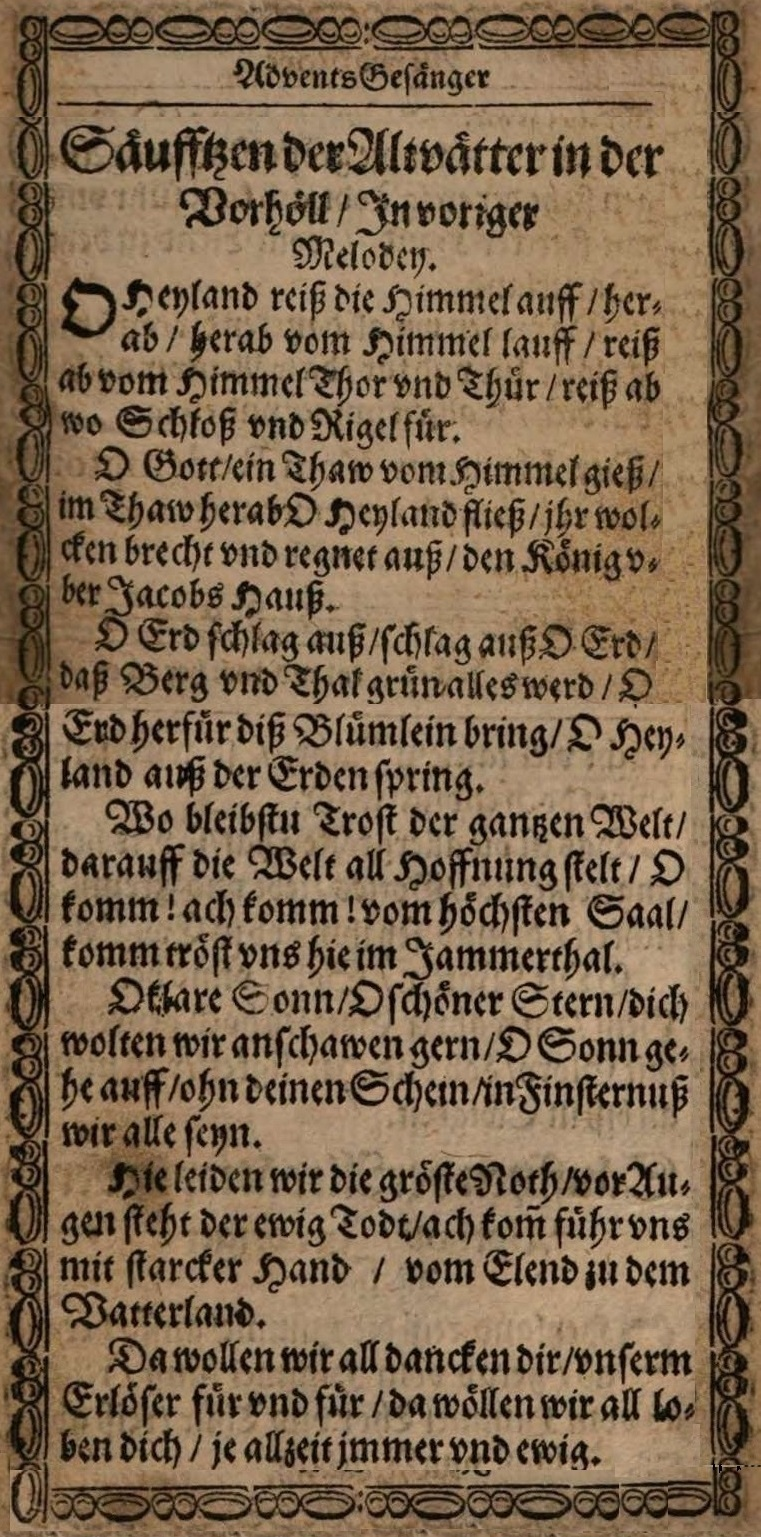
O Heiland, reiß die Himmel auf, Textfassung Würzburg 1630

Erste überlieferte Melodiefassung von 1638

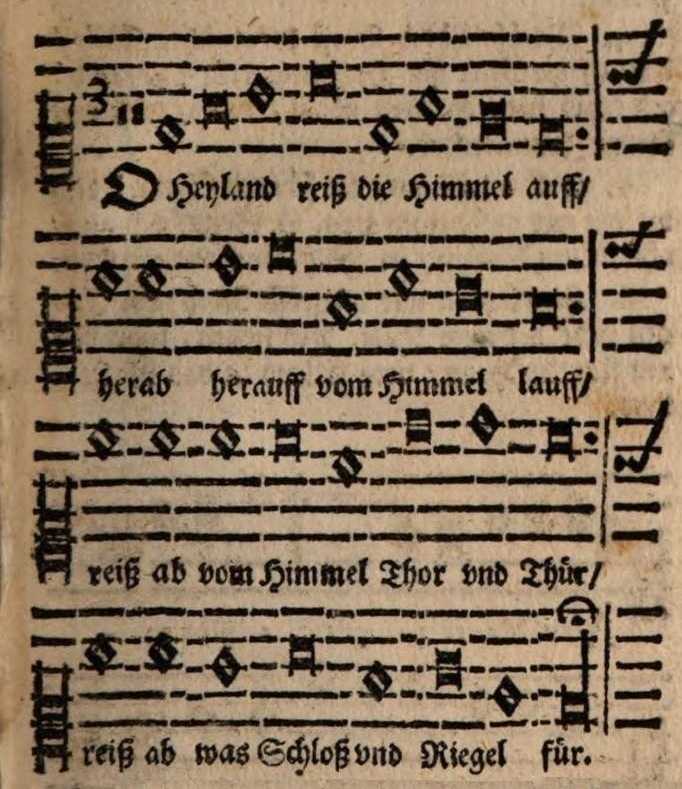
Melodie im Rheinfelsischen Gesangbuch 1666

O Heiland, reiß die Himmel auf ist ein kirchliches Adventslied. Der seit 1622 publizierte Text wird Friedrich Spee (1591–1635) zugeschrieben.

## Überlieferung
Erstmals veröffentlicht wurde das Lied in der 1622 in Würzburg gedruckten katechetischen Liedersammlung Das Allerschönste Kind in der Welt. Als Autor des Liedtextes wird wegen mancher Ähnlichkeit mit seiner postum erschienenen Sammlung Trutznachtigall allgemein Friedrich Spee angesehen. 1623 fand das Lied ebenfalls ohne Nennung des Autors Eingang in die Neuausgabe des bei Peter von Brachel in Köln gedruckten Gesangbuches. Die bis heute gesungene Melodieⓘ im ersten Kirchenton ist erstmals im Rheinfelsischen Gesangbuch von 1666 belegt. Mit einer anderen Melodievariante, jedoch mit dem gleichen Motiv, findet sich das Lied schon früher im Geistlichen Psalter von 1638.
Das Lied thematisiert in barocktypischer Weise das Leitmotiv des Advent, die Sehnsucht nach dem Erlöser. Es fand rasch Eingang in katholische Liedersammlungen. Von Protestanten wurde es lange als katholisches Adventslied gesehen und erst 1950/1969 in das Evangelische Kirchengesangbuch aufgenommen.
Heute ist das Lied im Gotteslob unter der Nummer 231 (GLalt 105), im Evangelischen Gesangbuch (EG 7), im Evangelisch-methodistischen Gesangbuch (EM 141), im Ev.-Lutherischen Kirchengesangbuch² der SELK (ELKG² 307), im freikirchlichen Gesangbuch Feiern & Loben (FL 189, dort ohne die zweite und dritte Strophe), im Mennonitischen Gesangbuch (MG 244) und im Schweizer Reformierten Gesangbuch (RG 361) zu finden.

## Inhalt
Das Lied bezieht sich – wie das 150 Jahre jüngere, gleichfalls in den Rorate-Messen der Adventszeit gesungene Tauet, Himmel, den Gerechten – auf eine Stelle im Buch Jesaja, in der Fassung der Vulgata: „Rorate coeli de super, et nubes pluant justum: aperiatur terra, et germinet Salvatorem“ (Jes 45,8 ) – „Tauet, ihr Himmel, von oben, und die Wolken mögen den Gerechten regnen: es öffne sich die Erde, und sie sprieße den Heiland“. Es handelt sich um eine Kontrafaktur der gregorianischen Antiphon Rorate caeli.
Der Beginn des Lieds schließt zudem an einen anderen Ruf Jesajas an: „Ach dass du den Himmel zerrissest und führest herab, dass die Berge vor dir zerflössen“ (Jes 63,19 ).
Der Text bedient sich zahlreicher dynamischer Verben (reißen, gießen, fließen, brechen, regnen, ausschlagen, springen) und emphatischer Interjektionen aus dem Bereich der Klage („O, ach“).
Während die Strophen 1–3 durch die Hoffnungsbilder Himmel, Tau und Erde eine thematische Einheit bilden, verbinden sich die Strophen 4–6 durch dunkle Bilder (Jammertal, Finsternis, Not, „ewig Tod“ und Elend), die jeweils mit den Hoffnungsbildern „Sonne“, „Stern“, „Trost“ und „starke Hand“ korrelieren. Der historische Hintergrund des Dreißigjährigen Kriegs ist dabei, wie für die Barocklyrik insgesamt, von Bedeutung. Der Dichter formuliert die Erfahrung von Leid und Tod und den Ruf nach dem Erlöser jedoch ohne konkrete Zeitbezüge.
| 1. O Heiland, reiß die Himmel auf, herab, herab vom Himmel lauf, reiß ab vom Himmel Tor und Tür, reiß ab, wo Schloss und Riegel für. 2. O Gott, ein’ Tau vom Himmel gieß, im Tau herab, o Heiland, fließ. Ihr Wolken, brecht und regnet aus den König über Jakobs Haus. 3. O Erd, schlag aus, schlag aus, o Erd,— dass Berg und Tal grün alles werd. O Erd, herfür dies Blümlein bring, o Heiland, aus der Erden spring. | 4. Wo bleibst du, Trost der ganzen Welt, darauf sie all ihr Hoffnung stellt? O komm, ach komm vom höchsten Saal, komm, tröst uns hier im Jammertal. 5. O klare Sonn, du schöner Stern, dich wollten wir anschauen gern; o Sonn, geh auf, ohn deinen Schein in Finsternis wir alle sein. 6. Hier leiden wir die größte Not, vor Augen steht der ewig Tod. Ach komm, führ uns mit starker Hand vom Elend zu dem Vaterland.[7] |
Später hinzugefügt in der 1630 in Würzburg auf Anweisung des dortigen Fürstbischofs Philipp Adolf von Ehrenberg erschienenen Sammlung Alte und Newe Geistliche Catholische außerlesene Gesäng sowie 1631 bei David Gregor Corner (nicht im Original):
Da wollen wir all danken dir,

unserm Erlöser, für und für;

da wollen wir all loben dich

zu aller Zeit und ewiglich.

### Melodie
Die Audiowiedergabe wird in deinem Browser nicht unterstützt. Du kannst die Audiodatei herunterladen.

## Bearbeitungen
Bearbeitungen des Chorals finden sich u. a. bei Johannes Brahms, Johann Nepomuk David, Hugo Distler, Johannes Weyrauch oder Richard Wetz (Weihnachtsoratorium).

## Moderne Rezeption
Friedrich Spee gilt heute als der vehementeste innerkirchliche Kritiker der Hexenprozesse seiner Zeit, der mit seiner 1631, neun Jahre nach O Heiland, reiß ebenfalls anonym veröffentlichten Schrift Cautio Criminalis entscheidend zum Ende des Hexenwahns in Deutschland beigetragen habe. In neuerer Zeit gibt es kaum eine homiletische oder literarische Interpretation des Liedes, die nicht darauf Bezug nimmt. Deutlich kommt diese neuzeitliche Interpretation etwa im Leitartikel von Heribert Prantl in der Ausgabe der Süddeutschen Zeitung zu Weihnachten 2016 zum Ausdruck:

„Das Lied ist kein Klingeling. Es ist der bittere Ruf nach Gerechtigkeit; es ist die Klage darüber, dass Weihnachten nicht kommt, obwohl es im Kalender steht. Die Klage legt die Enttäuschung frei und bricht der Sehnsucht Bahn. Sie ist der Versuch, sich zu wehren gegen kollektiven Wahn. Spee flieht nicht, auch nicht in simple Antworten. Er konnte den Terror nicht stoppen; aber er konnte tun, was ein Einzelner tun kann: ihn anklagen. Das hat er getan: Er hat es nicht bei Forderungen an den himmlischen Heiland belassen; er wurde zum Widerständler, zum Whistleblower des 17. Jahrhunderts. Sein Trostschrei-Lied ist an Weihnachten 2016 so erschütternd wahr wie 1622.“

Spee selbst verstand sein Lied allerdings traditionsgemäß und in Übereinstimmung mit der übrigen zeitgenössischen Liederproduktion als Darstellung, „wie hefftig die Heylige Patriarchen vnnd Propheten nach Christo verlangt: was Jsaias dauon pro[p]heceyet: was im alten Testament durch Figuren dauon vorgebildt: vnn was den Heyden vil 100. Jahr zuuor dauon offenbaret worden“, oder kurz als „Säufftzen der Altvätter in der Vorhöll“, das durch das tatsächliche Kommen des Christus erhört worden war.
Die Interpretationsansätze „Hexenverfolgung“ und „Bezug zu Jesaja“ verbindet beispielsweise auch Friedrich Schneider in der von ihm 2018 verfassten Geschichte hinter einem bekannten Adventslied:

„An sich klingt dieses Leben wenig spektakulär. Wenn da nicht ein Wahn durch Deutschland gezogen wäre, der tausende von Frauen das Leben gekostet hat: Die Hexenverfolgung. […] Er sollte die zum Tod auf dem Scheiterhaufen verurteilten Frauen auf ihrem letzten Weg begleiten. Er bekommt Einsichten in die Gesetzmäßigkeiten dieses Irrsinns und veröffentlicht schließlich […] ein Buch, in dem er die Methoden und den Sinn der Hexenverfolgungen kritisiert. […] Der Dichter hält es kaum aus: Gott, komm nur nicht zu spät! Es wird dringend Zeit! Wir kennen diesen Schrei aus den Psalmen oder vom Propheten Jesaja. Der klagt angesichts des Elends seines Volks […]“